# Hemihyalea schausi
Hemihyalea schausi là một loài bướm đêm thuộc phân họ Arctiinae, họ Erebidae.